# زنان در فرهنگ مازندرانی
زنان در فرهنگ مازندرانی از جایگاه ویژه ای برخوردار هستند. زن در فرهنگ مردم مازندران همانند سایر اقوام ایرانی، مظهر مهربانی، عطوفت و انسانیت است. افزون بر آن زن مازندرانی به ویژه در روستاها، مزارع و کشتزارها، همراه ثابت‌قدم همسرش است و همسرداری و تربیت و پرورش فرزندان بخشی از وظایف او به‌شمار می‌آید.
زنان در شمال ایران در دوران قدیم هم چون مردان به کار و کوشش و تمرین جنگ می‌پرداختند و دوش به دوش آنان بیشترین مسئولیت را به عهده می‌گرفتند، چنان‌که تاریخ و جغرافیا نویسان دوران باستان از زنان شمال ایران با خصوصیاتی هم چون مردان یاد کرده‌اند. از تعصب و غیرت و شجاعت زنان مازندرانی و صراحت گفتار آن‌ها به مردانشان در زمان یعقوب لیث می‌توان یاد کرد.

## پوشاک زنان مازندرانی

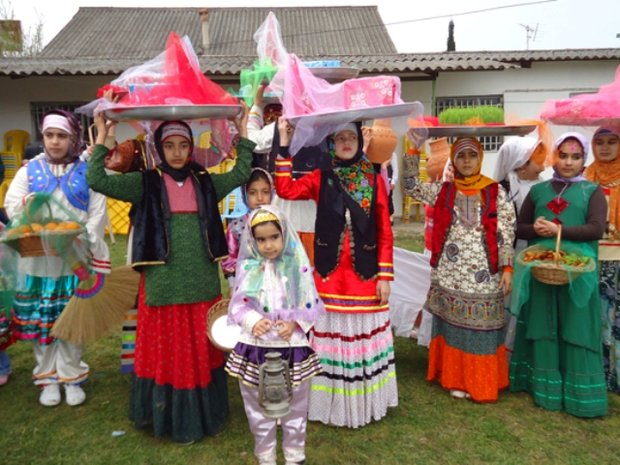
لباس زنان مازندرانی

پوشاک مازندرانی و به ویژه پوشاک زنان مازندرانی نشانگر فرهنگ عفاف و حجاب در سرزمین‌های شمالی کشور باستانی ایران است و از گذشته‌های دور در میان آثار و اشیای عتیقه به دست آمده قابل شناسایی است. به‌طور مثال طرح و چهره بانوی گیلک که بر روی جام پوشیده مفرغی به دست آمده نشان می‌دهد که زنان سرزمین گیلان، روسری بزرگی بر سر می‌گذاشتند و با پیشانی بندی که از روی پیشانی عبور می‌کرد و در پشت سر گره می‌خورد، روسری را روی سر نگاه می‌داشتند. دیرینه این جام مفرغی که در تپه مارلیک از دل خاک به‌دست آمده، به ۳ هزار سال پیش بازمی‌گردد.
پوشاک زنان مازندران در رنگ‌های شاد و زیبای طبیعت به‌طور کامل پوشیده و جذاب است و رنگ‌هایش الهام گرفته از طبیعت مصفای این دیار بوده است.
مهم‌ترین لباس زنان مازندرانی شلیته یا چرخی شلوار از جنس پارچه ابریشمی و کتان‌های ظریف یک رنگ که معمولاً دورادور لبه پایین آن را با نوار سیاه رنگی تزیین می‌کردند و به آن سیاهیک می‌گویند. در تندیس‌های به دست آمده از دورهٔ اشکانیان مجسمه زنی با شلیته‌ای بلند و پیراهنی نیمه کوتاه وجود دارد. در حال حاضر از شلیته هنگام جشن‌ها و برای رقص‌های محلی استفاده می‌شود.

## زن مازندرانی در آیین‌ها
شب یلدا یا به زبان محلی چله شو؛ شب فرهنگی زنانه در مازندران است. کارشناسان فرهنگی علت دست نخورده ماندن نام چله شو در مازندران را با وجود گرایش شدید جوانان و نوجوانان این خطه به فارسی گویی، در ماهیت زنانه و مادرانه بودن این سنت می‌دانند.
چله شو در مازندران به لحاظ مناسکی هم تا حدود زیادی دست نخورده مانده است و برخلاف بسیاری از مناطق کشور، آنان که یلدا را همچنان پاس می‌دارند به مناسک سنتی آن هم به‌ویژه در بخش خورد و خوراک پایبند هستند.
یلدا در مازندران بدون ایفای درست نقش مادران بی معنا و محتوا می‌شود و شاید به همین دلیل است که همچنان نام چله شو از زبان‌ها نیفتاده و حتی جوانان و نوجوانان هم بر حفظ این نام تأکید دارند.

## زن در افسانه‌های مردم مازندران
زن در افسانه مازندران مهربان، منطقی، وفادار و سخت‌کوش جلوه می‌کند. مکر و حیله که در افسانه‌های ملل به عنوان ویژگی زنان برشمرده شده است، در افسانه‌های مازندران بسیار کم‌رنگ است. تنها در جایگاه نامادری در افسانه‌ها، نماد مکر و فریب است (افسانه‌های سه خواهر، گل‌نار، اسب دریایی و ملک ابراهیم). در افسانه‌هایی با موضوع شهسواری، زنان نیز گاهی لباس مردانه می‌پوشند و به کارهای قهرمانی دست می‌زنند (افسانهٔ بچه خراسانی). بعضی از افسانه‌ها نیز بسیار قدیمی هستند، اما در گذر از سده‌ها و هزاره‌ها، با عناصر جدید آمیختگی پیدا کرده‌اند (افسانهٔ گیس زرین و کاکل زرین).
شاید بتوان از حضور ایزدبانو و موجودات موهوم زنانه در باور مردم مازندران نمونه‌های دیگر باورهای مردم این خطه در قالب خیر و شر بیان کرد که در قالب زنان جلوه می‌کند. به عنوان نمونه افسانه تقابل آل با آناهیتاست که در این افسانه آل در چهره یک زن موجود افسانه ای شرور و دشمن زایندگی معرفی می‌شود و این در حالیست که در مقابل آن آناهیتا ایزدبانوی اساطیری که سرچشمه زندگی قرار می‌گیرد. آل در باور مردم این منطقه موجود افسانه‌ای است که در صحراها و چشمه‌ها زندگی می‌کند و دشمن زنان تازه زا (زائو) است.

## زن در ترانه‌های مازندران
زن در بیشتر ترانه‌های مازندران حضور دارد. از آنجایی که معیشت مردم مازندران بر کشاورزی بنا شده بود، کار در طبیعت زیبا و سرسبز مازندران سبب آفرینش ترانه‌های دلنشینی از سوی زنان و مردان مازندرانی شده که امروزه به «کارآوا» معروف است. در سروده‌های عاطفی و عاشقانه، زن جایگاه نخست را دارد. در اجرای شعرهای آیینی مثل واوارون (نیایش قطع باران) نیز زنان صحنه‌گردان اصلی هستند و لالایی و نواجش نیز ترانه‌های خاصی هستند که خالق آن زن است.

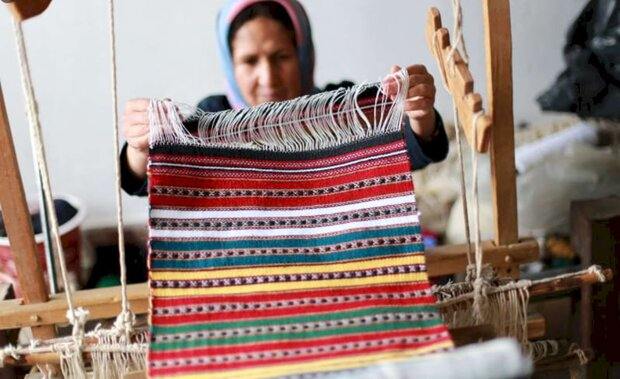
صنایع دستی مازندران

## صنایع دستی زنان مازندران
صنایع دستی مازندران یکی از اصیل‌ترین و شاخص‌ترین صنایع دستی ایران است و قدمت آن به درازای تاریخ است. از صنایع دستی موجود در استان مازندران می‌توان به قالی بافی، گلیم بافی، جاجیمچه بافی، بافت گلیچه، چوقا، شمد و ملحفه، سوزن دوزی، و چاپ سنتی سفالگری و سرامیک سازی، فراورده‌های پوست و چرم، هنرهای مرتبط با فلز، هنرهای مرتبط با چوب، حصیر بافی، طراحی سنتی و نگارگری، صحافی و جلدسازی سنتی، صنایع دستی دریایی و عروسک‌سازی اشاره کرد.